# Ich hatte viel Bekümmernis
Ich hatte viel Bekümmernis (BWV 21) ist eine Kirchenkantate von Johann Sebastian Bach.

## Entstehung
Die Entstehung dieser Kantate ist ungeklärt. Sicher ist, dass sie am 3. Sonntag nach Trinitatis 1714 in Weimar zum ersten Mal aufgeführt wurde, allerdings noch nicht mit allen Sätzen aus der letzten Fassung von 1723. Sie entstand aber bereits noch früher. Möglicherweise hat Bach sie komponiert oder aus bereits bestehenden Einzelstücken zusammengestellt, als er sich 1713 um die Organistenstelle in Halle bewarb. Es ist auch möglich, dass die beiden Teile der Kantate ursprünglich als je eigene Werke geplant waren. Der Text der Kantate stammt wahrscheinlich von Salomon Franck.

## Thematik
Seufzermotive (z. B. in Takt 9 ff. der ersten Arie), das Bild des Tränenstroms mittels Sekundschritten in Sechzehnteln in der zweiten Arie und das musikalisch aufwühlend gestaltete Bild einer Sturmflut charakterisieren die bedrückte Stimmung. Doch schon im Eingangschor, mit den Worten „Aber deine Tröstungen erquicken meine Seele“ (Psalm 94,19 ), ändert sich die Stimmung zu freudiger Heilsgewissheit. Der Schlusschor „Das Lamm, das erwürget ist“ bildet eine triumphierende Lobeshymne. Den Text aus der Offenbarung des Johannes (Offb 5,12 ) hat auch Händel zum Abschluss seines Messias verwendet.

## Besetzung
- Soli: Sopran, Tenor, Bass
- vierstimmiger Chor
- Orchester: Trompete I–III, Pauken, Oboe, Fagott, Violine I/II, Viola, Basso continuo

In der Aufführung von 1723 wurde das Instrumentarium durch vier Posaunen ergänzt, die in Satz 9 zusammen mit den colla parte geführten Streichern den Chor verstärken.

## Besonderheiten
Die Kantate „Ich hatte viel Bekümmernis“ ragt in mehrfacher Hinsicht aus dem Kantatenschaffen Bachs heraus. Schon die Dauer – die Aufführung dauert etwa 40 Minuten – ist außergewöhnlich. Bach erreicht in dieser Kantate eine große Intensität und Dramatik, die an seine großen Hauptwerke erinnern.